# بروم (صنعاء القديمة)

تعديل مصدري - تعديل

حارة بروم هي إحدى حارات مدينة صنعاء القديمة، بلغ تعداد سكانها 559 نسمة حسب تعداد اليمن لعام 2004.